# Bærum
Bærum is een gemeente in de Noorse provincie Akershus.
De gemeente telde 129.874 inwoners eind december 2022. Bærum ligt ten westen van de hoofdstad, Oslo, en maakt deel uit van de agglomeratie Oslo. Volgens de gegevens van de Noorse belastingdienst had meer dan 20% van de inwoners die aangifte deed een vermogen van meer dan 1 miljoen Noorse kroon.

## Geschiedenis
De omgeving van Bærum kent reeds vanaf de bronstijd bewoning en ook vanuit de ijzertijd zijn vondsten gedaan. De naam van de plaats werd voor het eerst genoemd omstreeks 1200. In Haslum en Tanum zijn ruïnes van stenen kerken uit die tijd. Omstreeks 850 waren er kalkovens in bedrijf en in Slependen en Sandvika waren uitvoerhavens voor ongebluste kalk. De kalkoven staat afgebeeld in het (moderne) wapenschild, dat in 1976 werd ingevoerd.
In de 17e eeuw werd ijzererts ontdekt in de omgeving, en er ontstond een hoogovenbedrijf (Bærums Verk). Langs de rivier Lysakerelven werden houtzagerijen, papierfabrieken, spijkerfabrieken, glas- en steenfabrieken gevestigd. Ook waren er boomgaarden.
Vanaf het midden van de 20e eeuw werd een deel van de oppervlakte bebouwd. Vanaf deze tijd ontwikkelde vooral de dienstensector zich. Veel inwoners werken in Oslo. 
In 2010 vond het Eurovisiesongfestival plaats in de Telenor Arena van Bærum.

## Sport
Stabæk Fotball is de betaaldvoetbalclub van Bærum. De club werd in 2008 Noors landskampioen en speelt haar wedstrijden in de Telenor Arena.
Bærum heeft meerdere skiverenigingen waarvan atleten het hoogste niveau bereikten.
- Fossum Idrettsforening
  - biatletes Tiril Eckhoff en Ingrid Landmark Tandrevold
  - langlaufers Kathrine Harsem en Tord Asle Gjerdalen;
- Lommedalen Idrettslag
  - alpineskiërs Aleksander Aamodt Kilde en Leif Kristian Nestvold-Haugen
  - noordse combinatieskiër Espen Andersen;
- Bærums Skiklub
  - alpineskiërs Rasmus Windingstad, Mina Fürst Holtmann, Kajsa Vickhoff Lie, Lucas Braathen en Atle Lie McGrath
  - snowboarder Ståle Sandbech

## Bezienswaardigheden
- Kerk van Haslum (Haslum kirke), stenen kruiskerk van 1190.
- Kerk van Høvik (Høvik kirke), bakstenen kruiskerk in neogotische stijl, van 1898.
- Kerk van Tanum (Tanum kirke), natuurstenen zaalkerk van 1100-1130. Er zijn muurschilderingen van de 14e eeuw en middeleeuwse beeldhouwwerken.
- Kerk van Bryn (Bryn kirke), bakstenen zaalkerk van 1861.

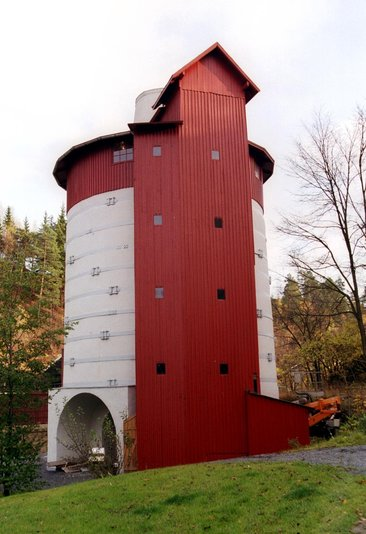
Kalkoven in Slependen
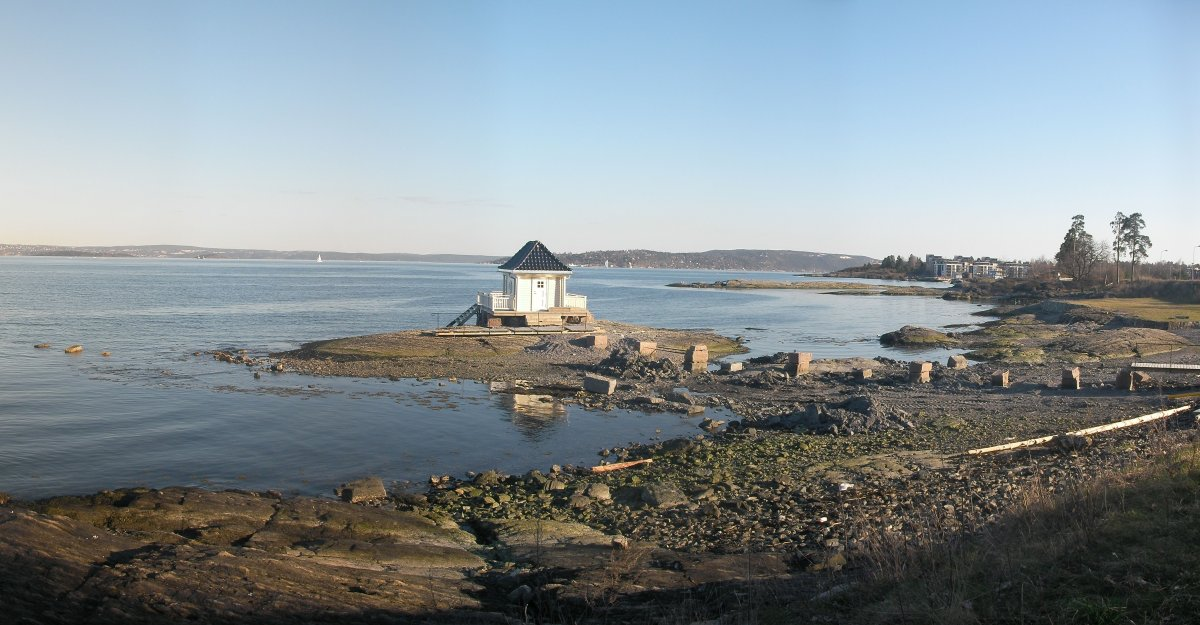
Oslofjord vanaf Fornebu
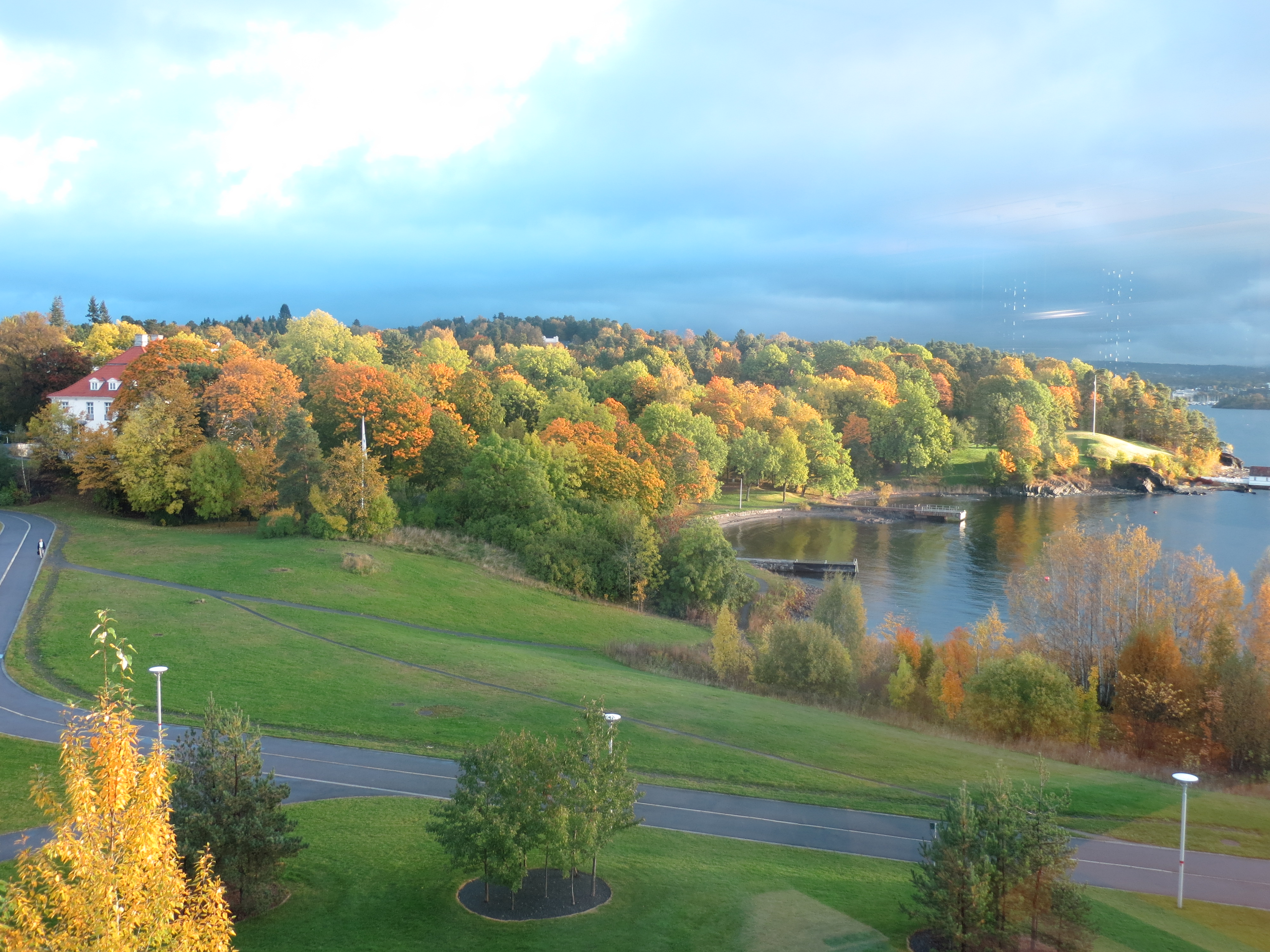
Fornebu
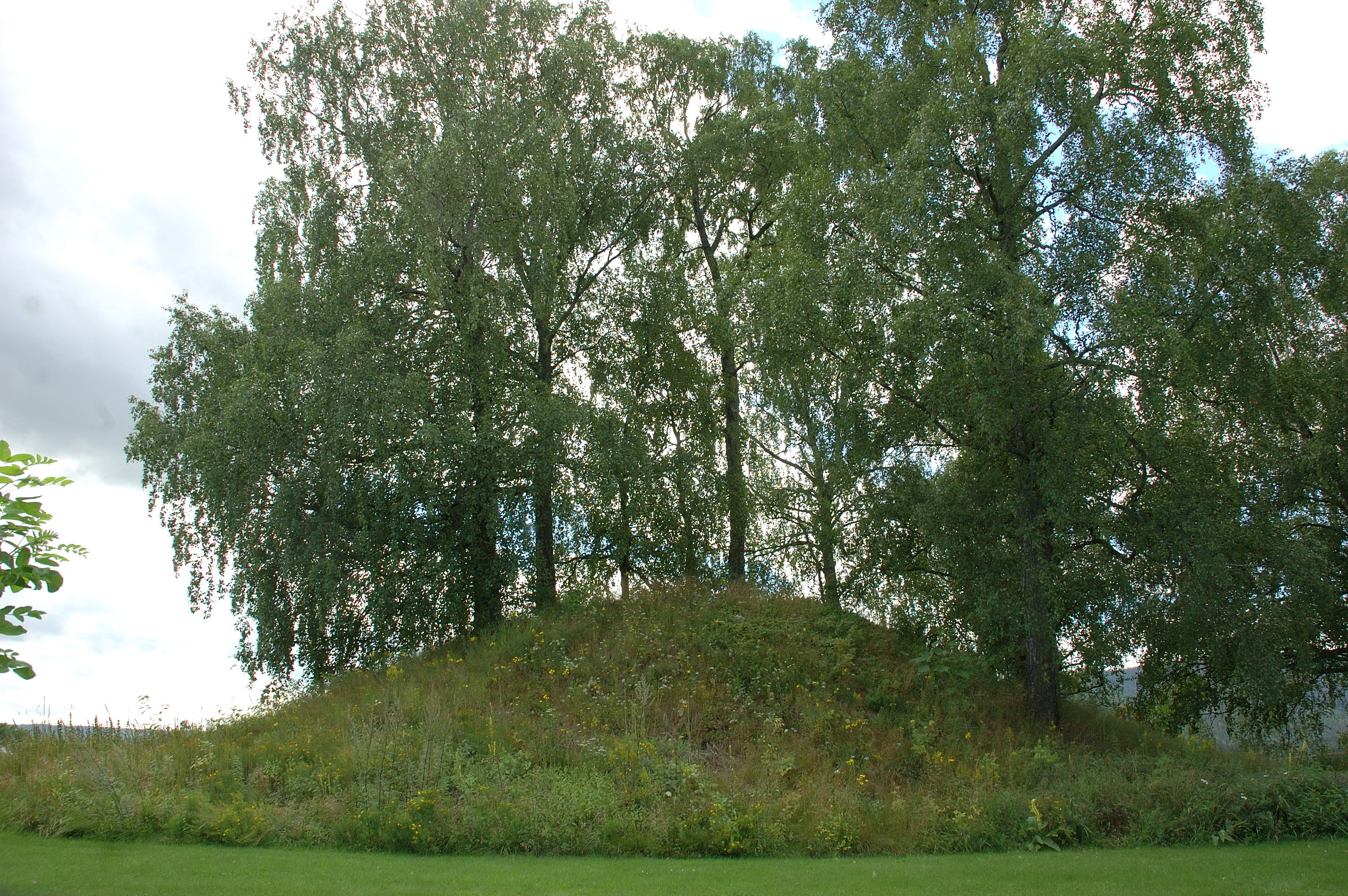
Grafheuvel in Tanum
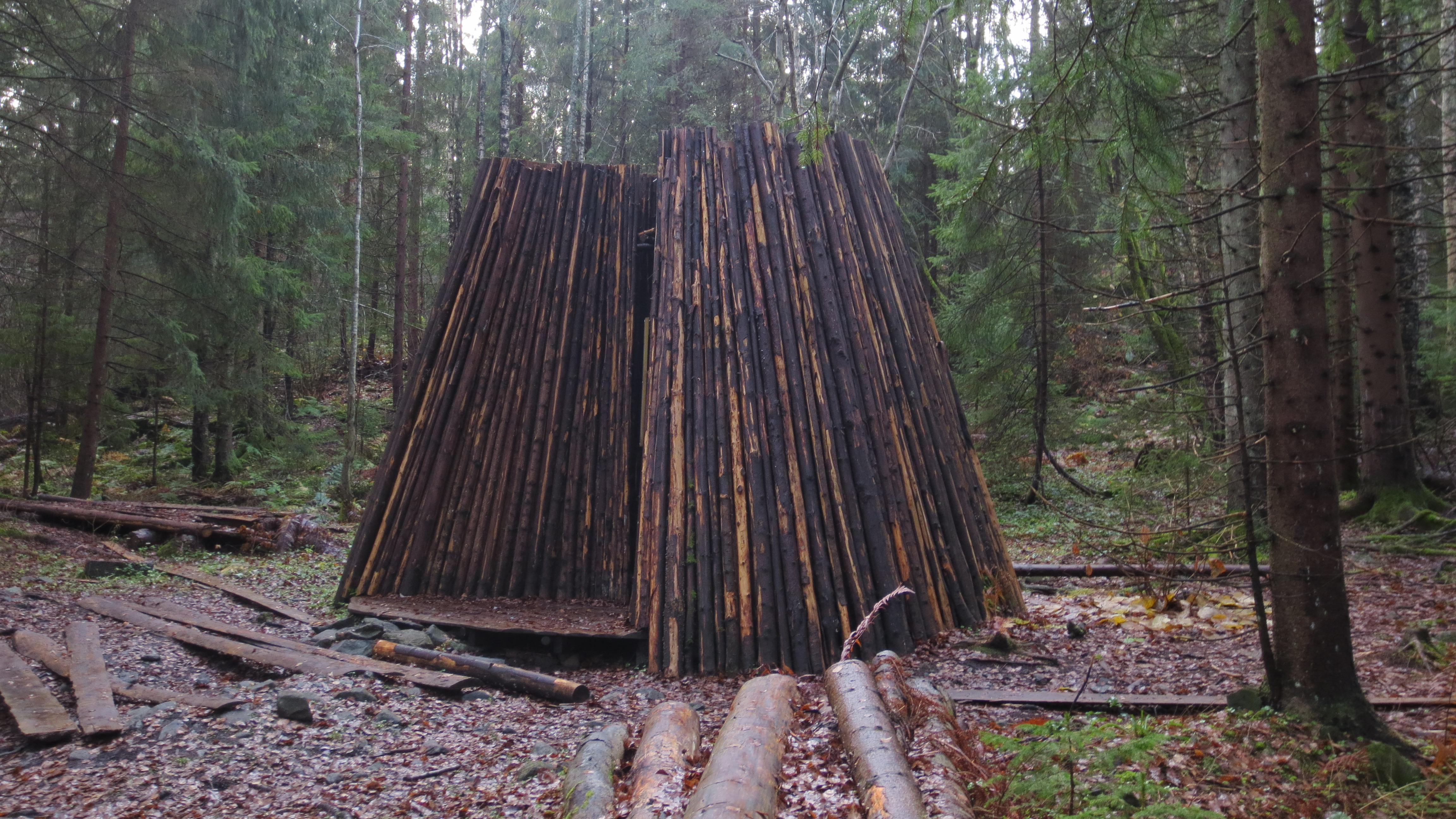
Model van een houtskoolmeiler
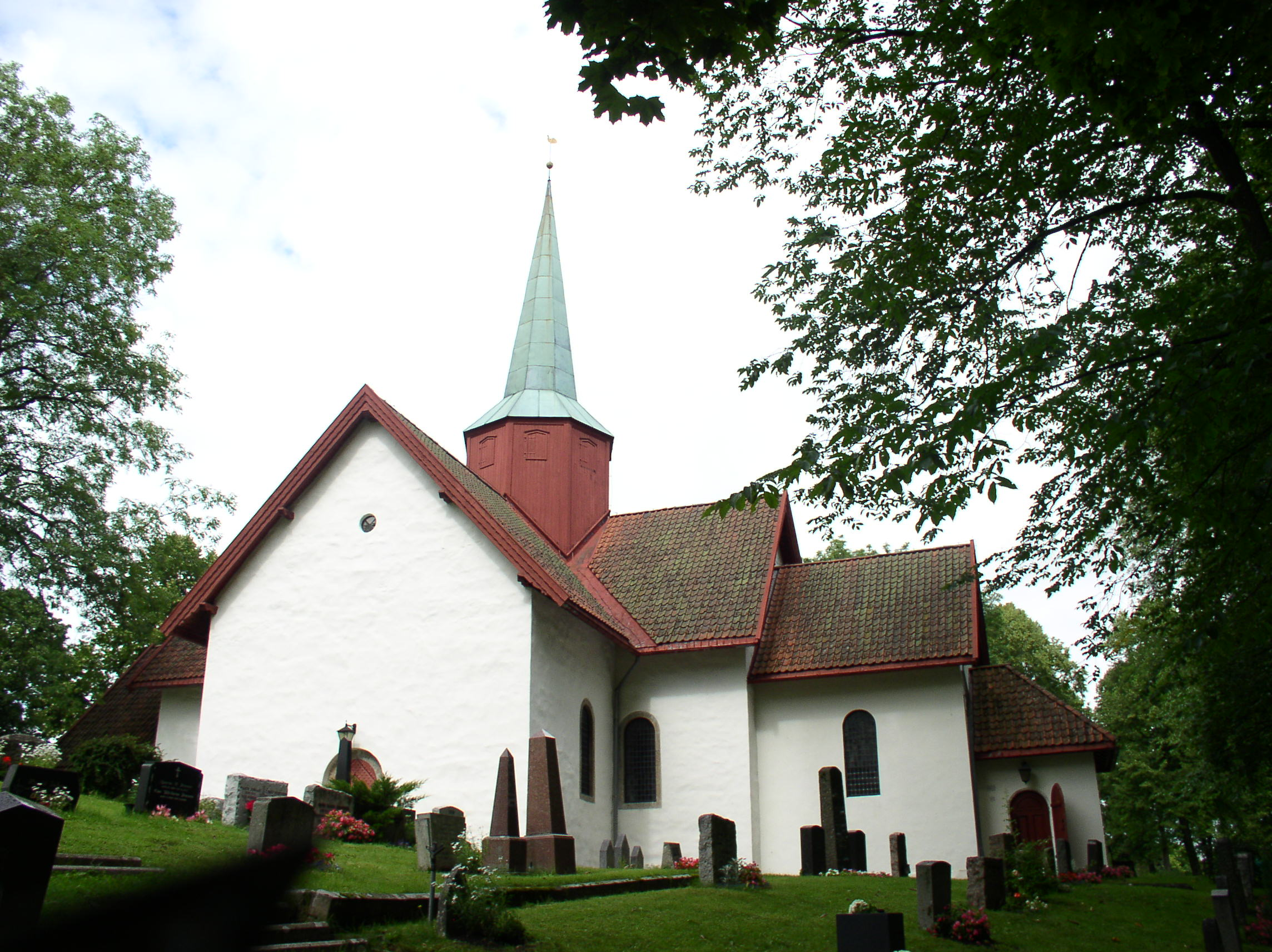
Haslum kirke
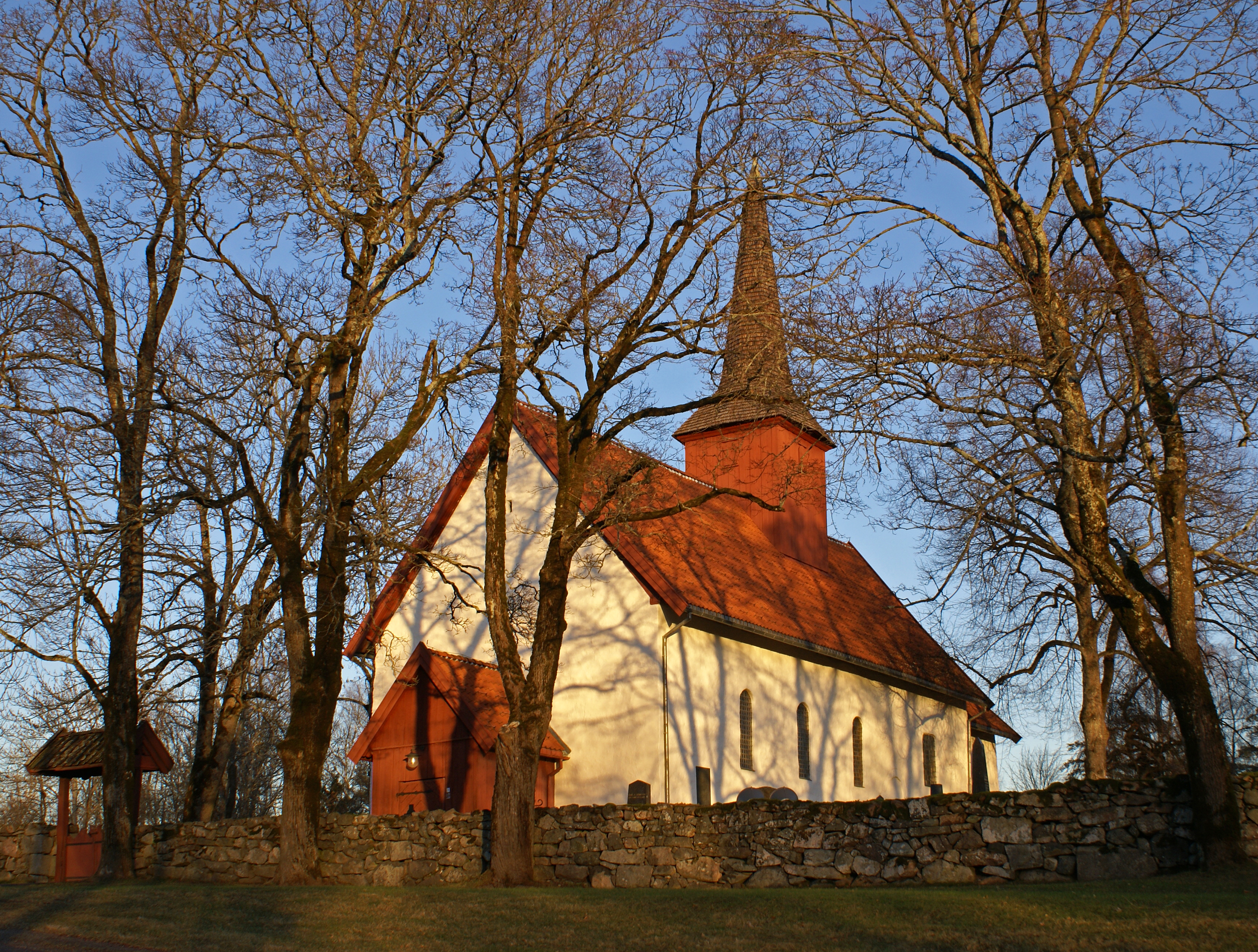
Tanum kirke
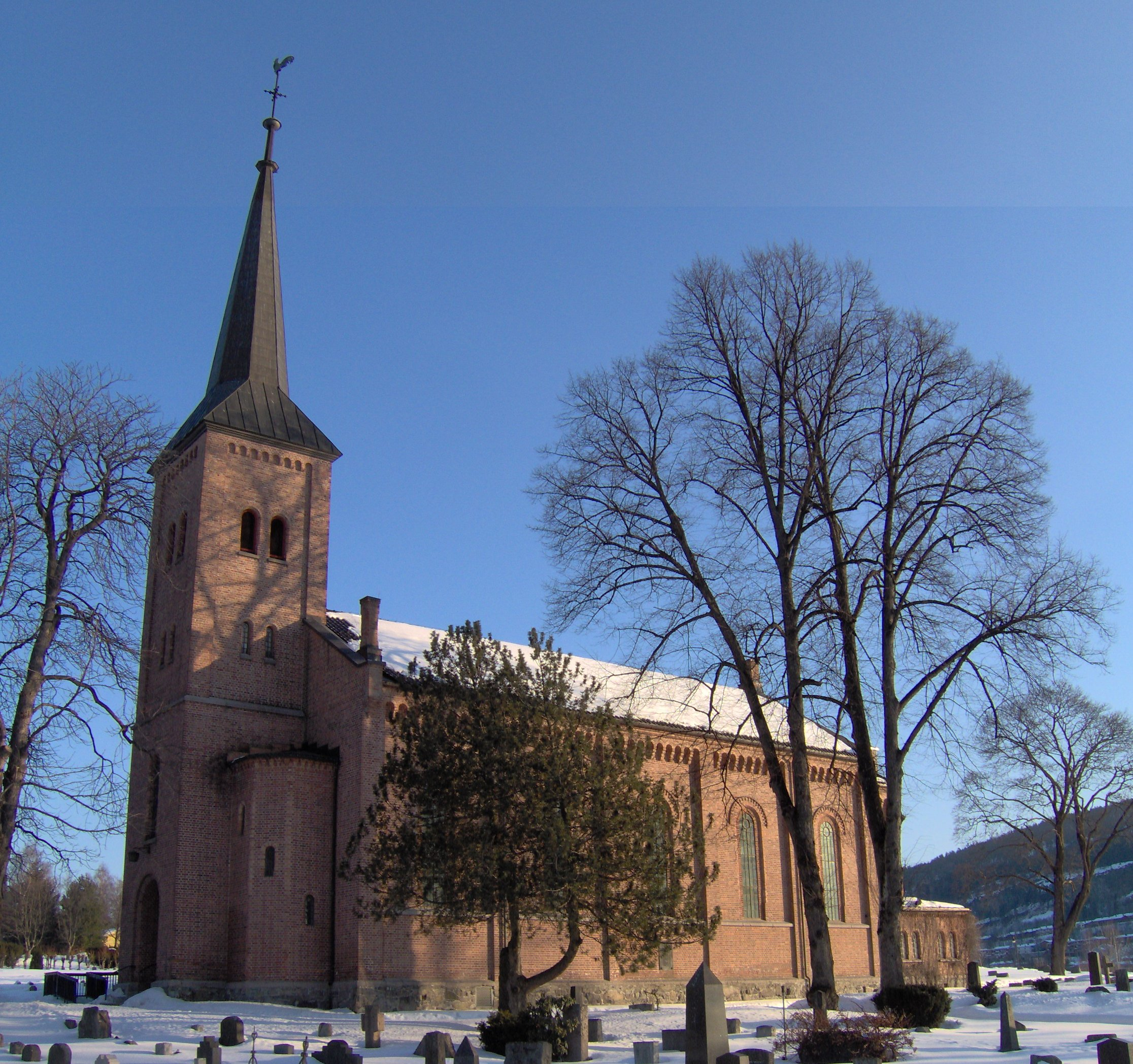
Bryn kirke
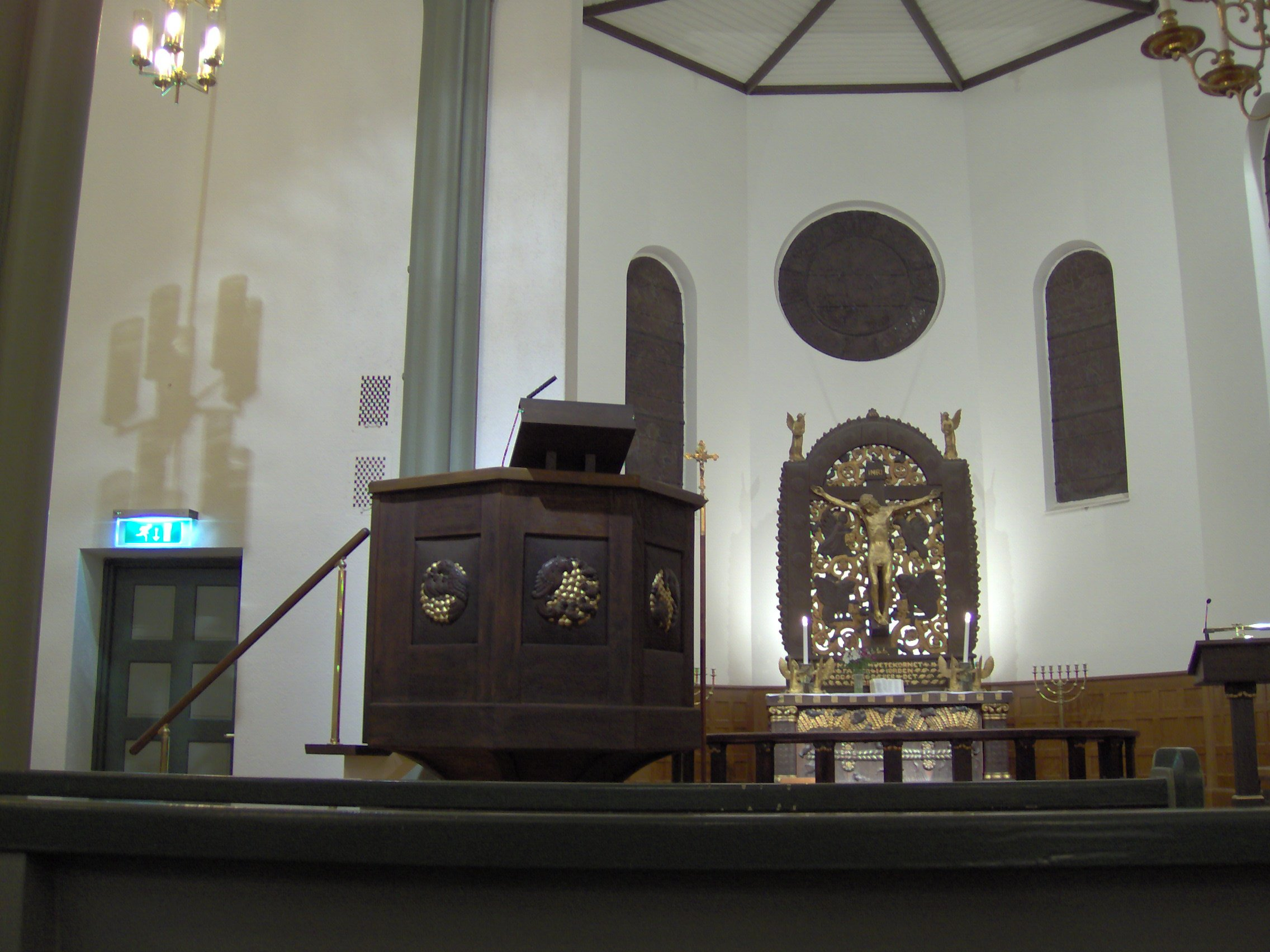
Bryn kirke, interieur
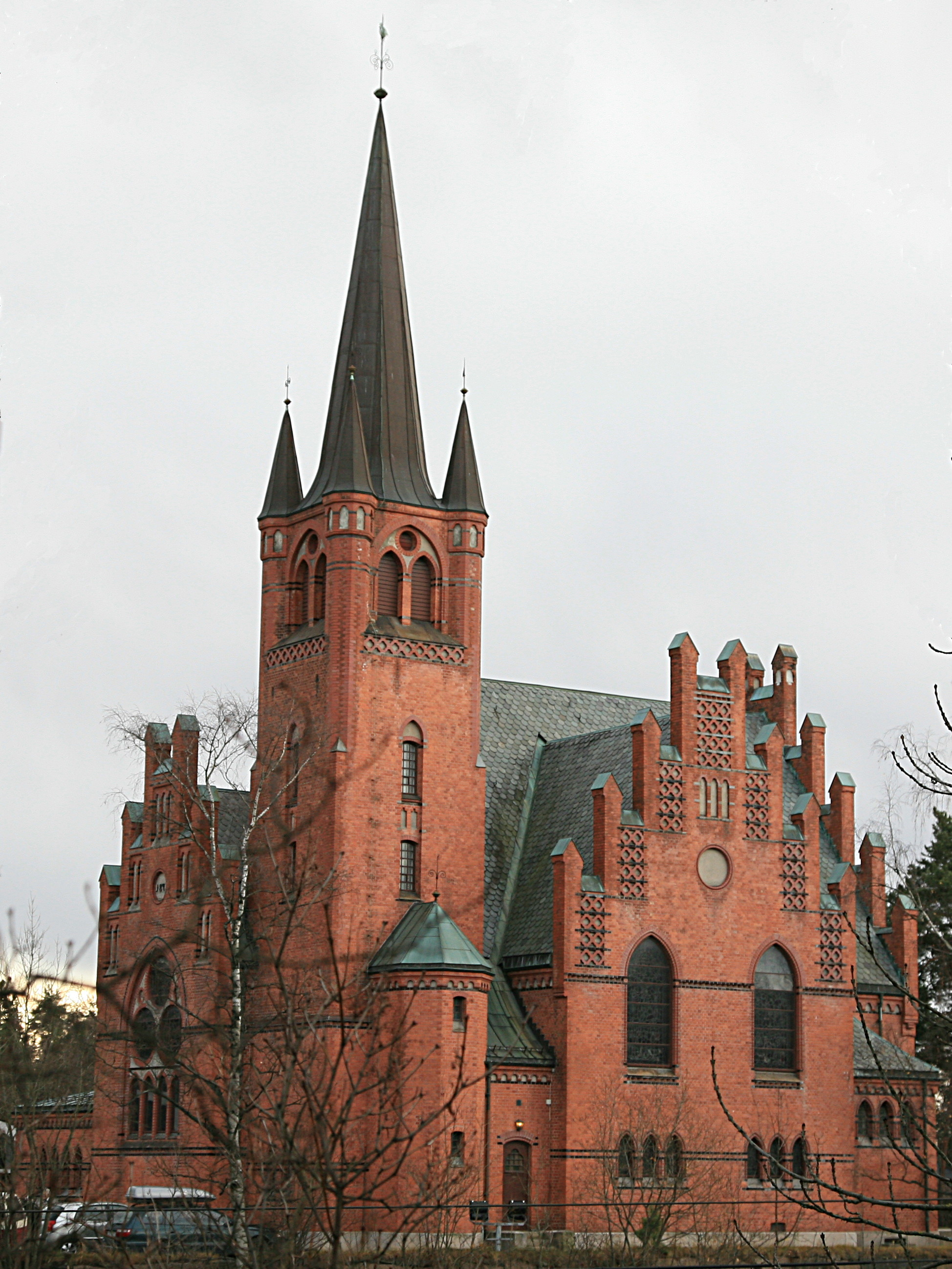
Høvik kirke

## Plaatsen in de gemeente
- Fornebu
- Sandvika

## Partnersteden
- Hämeenlinna (Finland)
- Tartu (Estland), sinds 1991

## Geboren in Bærum
- Anita Thallaug (1938-2023), zangeres en actrice
- Gro Harlem Brundtland (1939), arts en politica
- Steinar Amundsen (1945-2022), kanovaarder
- Dag-Eilev Fagermo (1967), voetballer en voetbalcoach
- Anniken Huitfeldt (1969), politica
- Ane Dahl Torp (1975), actrice
- Henrik Christiansen (1983), schaatser
- Erik Huseklepp (1984), voetballer
- Henning Hauger (1985), voetballer
- Leif Kristian Haugen (1987), alpineskiër
- Thomas Rogne (1990), voetballer
- Tiril Eckhoff (1990), biatleet
- Sanna Solberg (1990), handbalster
- Silje Solberg (1990), handbalster
- Jørgen Skjelvik (1991), voetballer
- Aleksander Aamodt Kilde (1992), alpineskiër
- TIX, artiestennaam van Andreas Haukeland (1993), zanger
- Ståle Sandbech (1993), snowboarder
- Ingrid Landmark Tandrevold (1996), biatlete
- Sturla Holm Lægreid (1997), biatleet
- Sander Berge (1998), voetballer̈
- Oliver Edvardsen (1999), voetballer

Ås · Asker · Aurskog-Høland · Bærum · Eidsvoll · Enebakk · Frogn · Gjerdrum · Hurdal · Jevnaker · Lillestrøm · Lørenskog · Lunner · Nannestad · Nes · Nesodden · Nittedal · Nordre Follo · Rælingen · Ullensaker · Vestby

Voormalige gemeentes: Fet · Oppegård · Skedsmo · Ski · Sørum